# Dennis Lance
Dennis Lance — коммерческий автобус производства Dennis Specialist Vehicles, предназначенный для эксплуатации в странах с левосторонним движением. Пришёл на смену автобусу Dennis Falcon.
Одноэтажная модель получила индекс Dennis Lance SLF (1993—1996), двухэтажная — Dennis Arrow (1995—1998).

## История
Первый прототип Dennis Lance был представлен в 1991 году с кузовами Alexander PS и Plaxton Verde. В 1993 году стартовало производство модели Dennis Lance SLF с кузовом Berkhof Excellence 1000. В 1995 году стартовало производство двухэтажной модели Dennis Arrow. Производство официально завершилось в 2000 году.

## Эксплуатация
Автобусы Dennis Lance чаще всего эксплуатируются в Лондоне, Гонконге, Малайзии, Новой Зеландии и Сингапуре.